# NMS Mărășești
Nibbio
Le Nibbio était un croiseur éclaireur  (puis, plus tard, un destroyer) italien, de la classe Aquila, lancé en 1916 pour la Marine royale italienne (en italien : Regia Marina).
Il était l'un des quatre destroyers de classe Vifor commandés à l'Italie par la Roumanie peu avant le début de la Première Guerre mondiale. Les quatre navires ont été réquisitionnés lorsque l'Italie a rejoint la guerre en 1915. Initialement nommé Vârtej  par les Roumains, il a été renommé Nibbio au service de l'Italie. N'ayant été achevé qu'à la mi-1918, le navire n'engagea des navires austro-hongrois dans la mer Adriatique qu'une fois avant la fin de la guerre en novembre 1918. On lui donna le nouveau nom de Mărășești lorsqu'il fut racheté par les Roumains en 1920.
Après l'invasion de l'Union soviétique par l'Axe le 22 juin 1941 (Opération Barbarossa), Mărășești fut limité aux fonctions d'escorte dans la moitié ouest de la mer Noire pendant la guerre par la puissante flotte de la mer Noire qui dépassait largement en nombre les forces navales de l'Axe. Le navire a prétendu avoir coulé un sous-marin soviétique pendant la guerre, mais cela n'a pas été confirmé par les recherches d'après-guerre. Au début de 1944, les Soviétiques ont pu couper et encercler le port de Sébastopol sur la péninsule de Crimée ; Mărășești a escorté des convois évacuant les troupes de l'Axe du port et a sauvé certaines troupes en mai.
Plus tard dans l'année, après le Coup d'État de 1944 en Roumanie , les Soviétiques ont saisi les navires roumains et les ont incorporés dans la marine soviétique. Renommé Lyogkiy , le navire n'a servi que pendant un an avant d'être rendu aux Roumains qui l'ont rebaptisé D-11 en 1952. Le navire a été abandonné en 1961 et mis au rebut par la suite.

## Construction et description

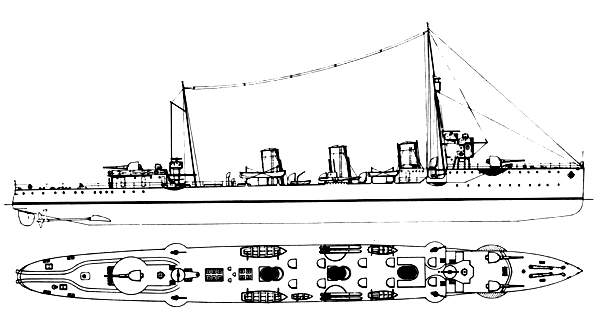
Plan et dessin du croiseur éclaireur de classe Aquila

Les destroyers avaient été commandés en 1913 au chantier naval Pattison en Italie, dans le cadre du programme naval de 1912. Ils devaient être armés de trois canons de 120 mm, quatre canons de 75 mm, cinq tubes lance-torpilles de 457 mm  et avoir une autonomie de 10 heures à pleine vitesse. Trois navires avaient été posés au moment où l'Italie a rejoint les Alliés de la Première Guerre mondiale le 23 mai 1915 en déclarant la guerre à l'Empire austro-hongrois. Les Italiens ont réquisitionné les navires roumains le 5 juin, les redésignés en tant que croiseurs éclaireurs de classe Aquila ("esploratori"). À ce moment, le navire roumain Vârtej terminé à environ 20 pour cent a été renommé Nibbio.
Les navires étaient propulsés par deux turbines à vapeur Tosi, chacune entraînant une seule hélice, utilisant la vapeur fournie par cinq chaudières Thornycroft. Les turbines ont été conçues pour produire 40.000 chevaux-vapeur (30.000 kW) pour une vitesse de 34 nœuds(63  km/h), bien que Sparviero ait pu atteindre 38 nœuds (70 km/h) lors de ses essais en mer. Les navires transportaient suffisamment de mazout pour leur donner une autonomie de 1.700 milles marins (3.100  km) à une vitesse moyenne  de 15 nœuds (28 km/h). Leur équipage comptait 9 officiers et 137 marins. 
Les Italiens avaient initialement l'intention d'armer les navires avec sept canons de 120 mm et deux paires de montures jumelles pour tubes lance-torpilles de 457 mm, mais ils ont changé l'armement à trois canons de 152 mm  et quatre canons de 76 mm pour dépasser les navires austro-hongrois, le SMS Admiral Spaun et ceux de classe Novara. Deux des canons de 152 mm étaient montés côte à côte sur le gaillard d'avant et le troisième était monté sur la superstructure arrière. Les canons antiaériens de 76 mm étaient positionnés deux de chaque côté. Les montures de torpilles étaient au bord de l'entonnoir central, un sur chaque côté. Nibbio pouvait aussi transporter 24 mines.

## Service à la Regia Marina

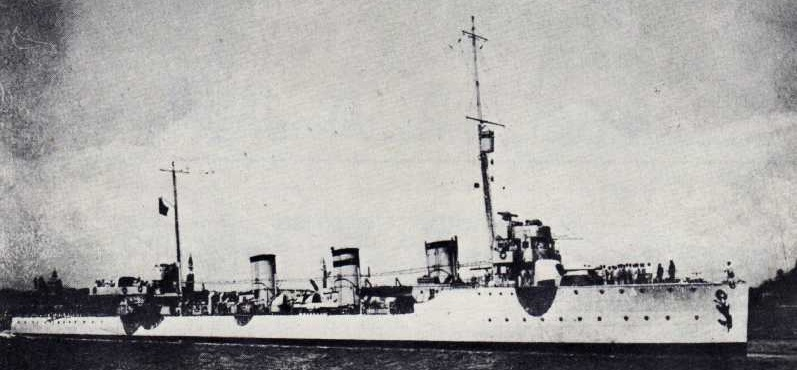
Vue de profil du Sparviero, 1918

Nibbio a été établi le 15 juillet 1914 par Pattison dans son chantier naval de Naples. Il a été lancé le 30 Janvier 1918 et a commandé le 15 mai 1918. Affecté à l'Adriatique, avec le Sparviero et le Aquila, en protection d'un hydravion à coque en panne dans le golfe du Drin, ils ont repéré trois torpilleurs austro-hongrois le 5 Septembre 1918. Ils ont ouvert le feu et endommagé le 86 F avant que les autres torpilleurs atteignent l'abri d'artillerie côtière de Medua. Le mois suivant, ils ont escorté les navires alliés alors qu'ils bombardaient Durrës en Albanie, le 2 octobre.  Le mois suivant, ils ont escorté les navires alliés alors qu'ils bombardaient Durrës en Albanie, le 2 octobre. Le trio a ensuite couvert les navires bombardant Medua, en Albanie, le 21 octobre.

## Entre-deux-guerres
Nibbio et Sparviero ont été rachetés par la Roumanie en 1920. Nibbio est devenu Mărășești et Sparviero a été rebaptisé Mărăști quand ils ont été mis en service après leur arrivée en Roumanie le 1er juillet 1920. Les navires ont été officiellement reclassés comme destroyers et affectés au nouveau "Diviziunea Contratorpiloarelor" qui a été rebaptisé Escadron de destroyers ( "Escadrila de Distrugătoare") le 1er avril 1927. Les deux navires ont été envoyés en Italie en 1925–1926 pour un radoub où ils ont fait remplacer leurs canons de 152 mm par deux double-canons de 120 mm Schneider-Canet-Armstrong à tourelles, un de chaque avant et arrière de la superstructure, et un cinquième sur une plate-forme au milieu du navire. Les canons arrière de 76 mm ont été retirés pendant ce temps.  Des systèmes de lutte contre l'incendie ont été installés l'année suivante.  
L'escadron a été visité par le roi Carol II de Roumanie et le premier ministre, Nicolae Iorga, le 27 mai 1931. En 1940, le canon du milieu du navire de 120 mm avait été remplacé par une paire de double mitrailleuse française Hotchkiss 13.2 Les montures de mitrailleuses antiaériennes et les canons de 76 mm restants par une paire de canons allemands SK C/30 AA de 37 mm. Des supports de charge de profondeur avaient été installés sur la poupe et un lanceur de charge de profondeur italien a été ajouté. Les navires pouvaient transporter 40 charges de profondeur ou 50 mines.

## La Seconde Guerre mondiale

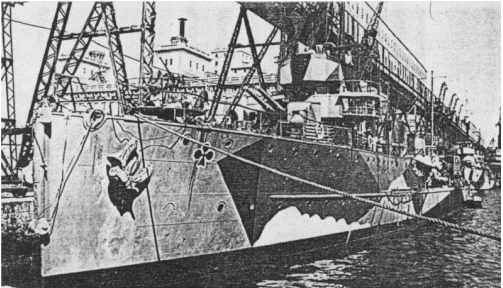
Mărășesti au port, 1944

Surpassés en nombre par rapport à la flotte soviétique de la mer Noire, les navires roumains ont été maintenus derrière les champs de mines pour défendre Constanța pendant plusieurs mois après le début de la guerre. Ils ont passé ce temps à s'entraîner pour les opérations d'escorte de convois. À partir du 5 octobre, les Roumains ont commencé à poser des champs de mines pour défendre la route entre le Bosphore et Constanța. Après l'évacuation d'Odessa le 16 octobre, la marine a commencé à balayer les mines soviétiques défendant le port et à poser ses propres champs de mines protégeant la route entre Constanța et Odessa. Mărășești a été attaqué deux fois Mangalia en Roumanie, le 6 novembre 1941 par le sous-marin soviétique  S-33, mais a été manqué avec les quatre torpilles. Entre 1941 et 1942, les turbines du navire ont été endommagées et l'ont limité à une vitesse de 22 nœuds (41 km/h). Le 20 avril 1942, après la fonte des glaces, Mărășești, Mărăști et le destroyer Regina Maria escortèrent le premier convoi à Otchakiv , bien que les destroyers roumains fussent généralement utilisés pour escorter les navires entre le Bosphore et Constanța. Les nuits du 22/23 et 24/25 juin, Mărășești, Regina Maria et Regele Ferdinand ont couvert la pose de champs de mines défensifs au large d'Odessa. Après que Sébastopol se soit rendu le 4 juillet à l'Axe, une route directe entre le port et Constanța a été ouverte en octobre et exploitée toute l'année. 

### TTT
Mărășești et Mărăști et deux canonnières escortaient un convoi de trois cargos le 7 juillet 1943 lorsqu'ils ont été attaqués par une petite meute de loups de trois sous-marins. Shch-201 a tiré six torpilles sur l'une des canonnières et un cargo et les a tous ratés. Mărășești a chargé l'un des sous-marins et a prétendu l'avoir coulé, mais aucun sous-marin n'a été perdu par les Soviétiques ce jour-là. Dans la nuit du 9/10 novembre, ils ont escorté des mouilleurs de mines qui ont déposé un champ de mines au large de Sébastopol. Le champ de mines a été agrandi entre le 14 et le 16 novembre et Regele Ferdinand et Mărășești' ont couvert les mouilleurs de mines. Le sous-marin D-4 a coulé le  cargo allemand SS Santa Fe ) au large d'Eupatoria malgré l'escorte de Mărășești et de trois navires plus petits le 23 novembre. 
À un moment donné pendant la guerre, l'armement antiaérien du navire a été augmenté de deux canons supplémentaires SK C/30 de 37 mm et de quatre canons AA de 20 mm.

Mărășesti en mer, 1942

Les attaques soviétiques réussies au début de 1944 ont coupé la connexion terrestre de la Crimée avec le reste de l'Ukraine et ont nécessité son approvisionnement par voie maritime. Début avril, une autre offensive a occupé la plus grande partie de la péninsule et a encerclé Sébastopol. Les Roumains ont commencé à évacuer la ville le 14 avril, leurs destroyers couvrant les convois de troupes. Adolf Hitler a suspendu l'évacuation le 27 avril, mais a cédé le 8 mai après que de nouvelles attaques soviétiques aient mis en danger les forces de l'Axe à Sébastopol alors qu'elles se fermaient à portée d'artillerie du port. Mărășești a fait un voyage pour évacuer les troupes de l'Axe et faisait partie du dernier convoi à atteindre Sébastopol dans la nuit du 11 au 12 mai. Mărășești et Regina Maria ont couvert les mineurs Amiral Murgescu et Dacia alors qu'ils comblaient l'écart qui menait à Sébastpol dans les champs de mines défendant Sulina dans la nuit du 25 au 26 mai. Mărășești a été légèrement endommagé lors d'une frappe aérienne soviétique sur Constanța le 20 août.  
Après le coup d'État du roi Michel le 23 août 1944, la Roumanie a déclaré la guerre aux puissances de l' Axe. Mărășesti est resté  dans le port jusqu'à ce qu'il soit saisi par les Soviétiques le 5 septembre avec le reste de la marine roumaine. Renommé Lyotkiy le 20 octobre, le navire a été mis en service dans la marine soviétique en tant que partie de la flotte de la mer Noire le 14 septembre, avec Mărăști rebaptisé Lyekiy.  Ils ont été renvoyés en Roumanie le 12 octobre 1945  où ils ont repris leurs anciens noms. Les deux navires ont ensuite été affectés à l'escadron de destroyers avant de commencer une refonte. Lorsque la "Division Destroyer" a été renommée "418th Destroyer Division" en 1952, Mărășesti a été renommé D-11 . Le navire a continué à servir jusqu'en avril 1961, date à laquelle il a été mis au rebut.